# Краузе, Кай
Кай Краузе (нем. Kai Krause) — немецкий компьютерный художник, музыкант, дизайнер интерфейсов, основатель компании MetaCreations. Автор широко известной серии продуктов Kai's Power Tools. Разработчик революционных компьютерных интерфейсов.

## Биография
Родился в Дортмунде (Германия) 14 марта 1957 года. В гимназии изучал языки и математику, учился в музыкальной консерватории по классу фортепьяно. В 1971 году, в 14-летнем возрасте он теряет отца, который погибает в авиакатастрофе.
В 1976 году (в 19 лет) вместе с друзьями переехал в США где работал в компании Disney Sound Effects над звуковыми эффектами с помощью ранних версий синтезаторов и вокодеров. В частности, его синтезаторы были использованы при создании спецэффектов к фильму Звёздный путь (1979), за которые он получил Премию Clio. С его звуковыми системами работали такие музыканты как группа Emerson, Lake & Palmer и Питер Гэбриэл.
В 1982 году он продал всю свою звуковую аппаратуру Нилу Янгу и занялся разработкой программного обеспечения.
В 1992 году организовал небольшую компанию «HSC Software». В 1996 году Кай Краузе получил степень магистра «Image Processing» института Брукс (англ. Brooks Institute) (Санта Барбара, Калифорния), он также является почётным доктором философии университета города Эссен, Германия (1999).
В 1997 году журнал Time назвал Кая Краузе «Future Leader», журнал Newsweek выбрал его в качестве одного из 50 наиболее влиятельных мыслителей десятилетия.
В 1998 году он стал первым награждённым медалью Дэвиса (Davies Medal) британского Королевского фотографического общества за значительный вклад в области цифровой обработки изображения.
В феврале 2005 года конференция «Demo» признала его одним из 15 крупнейших новаторов в компьютерной индустрии за последние 15 лет.
В 1999 году Кай Краузе вернулся в Германию, и поселился в собственном замке «Burg Rheineck» который он называет «Byteburg». Крепость находится на берегу реки Рейн, неподалёку от Бонна. Краузе даёт уроки компьютерного дизайна, вместе с небольшой группой единомышленников занимается разработкой программного обеспечения нового поколения.

## Программное обеспечение
Краузе, работая в Калифорнии достиг определённого успеха, им было создано несколько компаний по разработке программного обеспечения, наиболее известными среди них являются Metacreations (1997 год) которая возникла в результате слияния компаний «MetaTools» и «Fractal Design». Среди продуктов разработанных этими компаниями известны графические программы, такие как Kai's Power Tools, Bryce, Painter, Poser, Live Picture, Raydream, InfiniD, Show, Kai’s Photo Soap и Kai’s Power Goo.
Программные продукты созданные Краузе характеризуются эстетичным и необычным пользовательским интерфейсом в котором реализованы такие приёмы скевоморфизма как прозрачность, скруглённость и выпуклость элементов управления, имитация физических текстур (дерево, стекло, металл), отбрасывание тени и т. д..
- Fractal Design Painter[9][10] ныне принадлежит Corel Corporation, с версии 7.0 распространяется под названием «Corel Painter»
- Kai’s Power Tools ныне принадлежит Corel Corporation, и распространяется под названием «The Corel KPT Collection».
- KPT Bryce ныне принадлежит Daz 3D[англ.], под названием «Bryce».
- Kai’s Power Show, Kai’s Photo Soap и Kai’s Power Goo собственность Nuance Communications.
- Frax — приложение для генерации фракталов для iOS[11]